# بنطوس كرزي

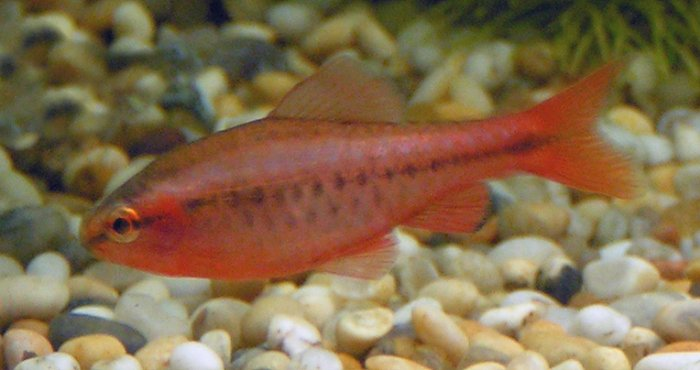
ذكر «بارب كريزي»

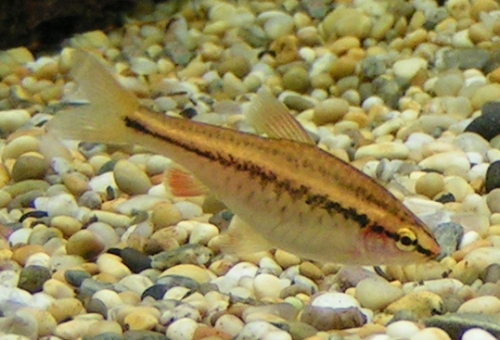
انثي «بارب كريزي»

البُنطوس الكرزي (بالإنجليزية: Cherry barb) تنتمي لفصيلة الشبوطيات ، هي سمكة زينة موطنها سيلان. السمكة مسالمة وتعيش في المناطق السفلية من الحوض. كما تسبح أسرابًا، تكاثرها سهل، وتضع البيض طليقا، وتكون الانثى مائلة للأصفرار والذكر أكثر حمرة.